# Lluita als Jocs Europeus de 2015
Les proves de Lluita als Jocs Europeus de 2015 es van disputar del 13 al 18 de juny al Heydar Aliyev Arena. Es disputaran 24 proves 16 de lluita lliure (8 per cada gènere) i 8 de lluita grecoromana només per a homes.

## Medallistes

### Lluita lliure Masculí
| Event  | Or                                | Plata                         | Bronze                           |
| 57 kg  | Viktor Lebedev Rússia             | Marcel Ewald Alemanya         | Alexandru Chirtoaca Moldàvia     |
| 57 kg  | Viktor Lebedev Rússia             | Marcel Ewald Alemanya         | Sezar Akgül Turquia              |
| 61 kg  | Aleksandr Bogomoev Rússia         | Beka Lomtadze Geòrgia         | Haji Aliyev Azerbaidjan          |
| 61 kg  | Aleksandr Bogomoev Rússia         | Beka Lomtadze Geòrgia         | Vasyl Shuptar Ucraïna            |
| 65 kg  | Toghrul Asgarov Azerbaidjan       | Frank Chamizo Itàlia          | Mustafa Kaya Turquia             |
| 65 kg  | Toghrul Asgarov Azerbaidjan       | Frank Chamizo Itàlia          | Ilyas Bekbulatov Rússia          |
| 70 kg  | Magomedrasul Gazimagomedov Rússia | Magomedmurad Gadzhiev Polònia | Yakup Gör Turquia                |
| 70 kg  | Magomedrasul Gazimagomedov Rússia | Magomedmurad Gadzhiev Polònia | Ruslan Dibirgadjiyev Azerbaidjan |
| 74 kg  | Aniuar Geduev Rússia              | Soner Demirtaş Turquia        | Jabrayil Hasanov Azerbaidjan     |
| 74 kg  | Aniuar Geduev Rússia              | Soner Demirtaş Turquia        | Jumber Kvelashvili Geòrgia       |
| 86 kg  | Abdulrashid Sadulaev Rússia       | Piotr Ianulov Moldàvia        | Radosław Marcinkiewicz Polònia   |
| 86 kg  | Abdulrashid Sadulaev Rússia       | Piotr Ianulov Moldàvia        | Sandro Aminashvili Geòrgia       |
| 97 kg  | Khetag Gazyumov Azerbaidjan       | Elizbar Odikadze Geòrgia      | Valeriy Andriytsev Ucraïna       |
| 97 kg  | Khetag Gazyumov Azerbaidjan       | Elizbar Odikadze Geòrgia      | Abdusalam Gadisov Rússia         |
| 125 kg | Taha Akgül Turquia                | Aleksei Shemarov Belarús      | Geno Petriashvili Geòrgia        |
| 125 kg | Taha Akgül Turquia                | Aleksei Shemarov Belarús      | Jamaladdin Magomedov Azerbaidjan |

### Lluita Grecoromana Masculí
| Event  | Or                           | Plata                       | Bronze                      |
| 59 kg  | Stepan Maryanyan Rússia      | Soslan Daurov Belarús       | Elman Mukhtarov Azerbaidjan |
| 59 kg  | Stepan Maryanyan Rússia      | Soslan Daurov Belarús       | Tarik Belmadani França      |
| 66 kg  | Artem Surkov Rússia          | Migran Arutyunyan Armènia   | Hasan Aliyev Azerbaidjan    |
| 66 kg  | Artem Surkov Rússia          | Migran Arutyunyan Armènia   | Istvan Levai Eslovàquia     |
| 71 kg  | Rasul Chunayev Azerbaidjan   | Balint Korpasi Hongria      | Dominik Etlinger Croàcia    |
| 71 kg  | Rasul Chunayev Azerbaidjan   | Balint Korpasi Hongria      | Frank Stäbler Alemanya      |
| 75 kg  | Elvin Mursaliyev Azerbaidjan | Viktor Nemeš Sèrbia         | Chingiz Labazanov Rússia    |
| 75 kg  | Elvin Mursaliyev Azerbaidjan | Viktor Nemeš Sèrbia         | Dmytro Pyshkov Ucraïna      |
| 80 kg  | Evgeny Saleev Rússia         | Rafig Huseynov Azerbaidjan  | Daniel Aleksandrov Bulgària |
| 80 kg  | Evgeny Saleev Rússia         | Rafig Huseynov Azerbaidjan  | Viktar Sasunouski Belarús   |
| 85 kg  | Davit Chakvetadze Rússia     | Zhan Beleniuk Ucraïna       | Metehan Basar Turquia       |
| 85 kg  | Davit Chakvetadze Rússia     | Zhan Beleniuk Ucraïna       | Ramsin Azizsir Alemanya     |
| 98 kg  | Islam Magomedov Rússia       | Dimitiry Timchenko Ucraïna  | Melonin Noumonvi França     |
| 98 kg  | Islam Magomedov Rússia       | Dimitiry Timchenko Ucraïna  | Cenk İldem Turquia          |
| 130 kg | Rıza Kayaalp Turquia         | Sabahi Shariati Azerbaidjan | Heiki Nabi Estònia          |
| 130 kg | Rıza Kayaalp Turquia         | Sabahi Shariati Azerbaidjan | Ioseb Chugoshvili Belarús   |

### Lluita lliure femenina
| Event | Or                          | Plata                      | Bronze                        |
| 48 kg | Mariya Stadnyk Azerbaidjan  | Elitsa Yankova Bulgària    | Iwona Matkowska Polònia       |
| 48 kg | Mariya Stadnyk Azerbaidjan  | Elitsa Yankova Bulgària    | Valentina Islamova Rússia     |
| 53 kg | Anzhela Dorogan Azerbaidjan | Roksana Zasina Polònia     | Merve Kenger Turquia          |
| 53 kg | Anzhela Dorogan Azerbaidjan | Roksana Zasina Polònia     | Nadzeya Shushko Belarús       |
| 55 kg | Sofia Mattsson Suècia       | Katarzyna Krawczyk Polònia | Evelina Nikolova Bulgària     |
| 55 kg | Sofia Mattsson Suècia       | Katarzyna Krawczyk Polònia | Nataliya Synyshyn Azerbaidjan |
| 58 kg | Emese Barka Hongria         | Tetyana Lavrenchuk Ucraïna | Elif Jale Yesilirmak Turquia  |
| 58 kg | Emese Barka Hongria         | Tetyana Lavrenchuk Ucraïna | Grace Bullen Noruega          |
| 60 kg | Marianna Sastin Hongria     | Svetlana Lipatova Rússia   | Veranika Ivanova Belarús      |
| 60 kg | Marianna Sastin Hongria     | Svetlana Lipatova Rússia   | Taybe Yusein Bulgària         |
| 63 kg | Valeriia Lazinskaia Rússia  | Yuliya Tkach Ucraïna       | Anastasija Grigorjeva Letònia |
| 63 kg | Valeriia Lazinskaia Rússia  | Yuliya Tkach Ucraïna       | Maryia Mamashuk Belarús       |
| 69 kg | Alina Stadnik Ucraïna       | Ilana Kratysh Israel       | Natalia Vorobieva Rússia      |
| 69 kg | Alina Stadnik Ucraïna       | Ilana Kratysh Israel       | Aline Focken Alemanya         |
| 75 kg | Vasilisa Marzaliuk Belarús  | Ekaterina Bukina Rússia    | Maider Unda País Basc         |
| 75 kg | Vasilisa Marzaliuk Belarús  | Ekaterina Bukina Rússia    | Svetlana Saenko Moldàvia      |